# Cheiracanthium algarvense
Cheiracanthium algarvense es una especie de araña del género Cheiracanthium, familia Cheiracanthiidae, suborden Araneomorphae. Fue descrita científicamente por Wunderlich en 2012.

## Distribución
Se distribuye por España y Portugal.